# Ask.fm
Ask.fm為於2010年6月16日在拉脫維亞里加建立的社交網站 ，於2014年8月被Ask.com購入。它是Formspring的主要競爭對手，但以全球使用量來說卻已經遠遠超越前者。
2024年12月1日，网站结束运营。

## 特色
Ask.fm能夠隨意的使用註冊用戶或匿名用戶的身份詢問問題，而被提問者亦能根據自己的意願是否回答問題。
該網站也為用戶提供安全提示，為用戶提供有關「聰明與怎樣負責任的發言」的基本指針。

## 批評

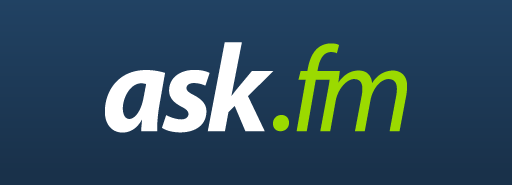
Ask.fm的前logo

在2013年中期，該網站為寫有大量網絡欺凌的媒體文章之一的網站，並且間接使某些人自殺。他們自殺的原因主要是許多匿名用戶廣泛傳播訊息。不過，Ask.fm後來回應指控稱：「我們有一個舉報的功能，並且聘請了一批版主打擊網絡欺凌。」。除此之外，Ask.fm也有一些監管著「露骨的評論」的版主。但是就算如此也從來沒有一個評論被徹底刪除，即使是明顯的威脅或恐嚇。這也是Ask.fm被批評的原因之一。
據2013年8月6日的報導，一個來自萊斯特郡的14歲女孩漢娜·史密斯（Hannah Smith）自殺身亡，她的父親指她在生前曾經受到來自Ask.fm用戶的欺凌。並呼籲對如Ask.fm等社交網站採取更嚴格的監管。後來史密斯一家響應之前因同樣原因而自殺，來自蘭開夏郡葛斯洛格的15歲青少年約書亞·昂斯沃斯（Joshua Unsworth）的父母呼籲封鎖Ask.fm的活動。而Ask.fm則回應：「樂意幫助警方」。因應漢娜·史密斯的自殺，英國首相大衛·卡梅倫要求抵制不採取措施應對網絡欺凌的網站。一些廣告商的反應是終止與Afk.fm的聯繫，包括救助儿童会、eBay和英國電信。而沃達豐則早已終止在Ask.fm上買廣告。

## 來源
1. ↑  .   [2014-12-14]. （原始内容存档于2013-10-30）.
2. ↑  Steve O'Hear. . 2013-07-04  [2013-07-15]. （原始内容存档于2013-07-14）.
3. 1 2  Kenins, Laura. . The Baltic Times (Riga). Baltic News Ltd. 2012-11-14  [2014-12-14]. （原始内容存档于2013-04-29）.
4. ↑  Jennifer Van Grove. . CNET. 2013-06-08  [2014-12-14]. （原始内容存档于2014-03-20）.
5. ↑  Romanychenko, Anton. . About ASKfm. 2024-10-22  [2024-11-25]. （原始内容存档于2024-11-29） （美国英语）.
6. ↑  . Ask.fm.   [2014-12-14]. （原始内容存档于2014年2月17日）.
7. ↑  . Ask.fm.   [2014-12-14]. （原始内容存档于2014年12月14日）.
8. ↑  Beckford, Martin. . Daily Mail. 2013-01-13  [2013-08-07]. （原始内容存档于2016-10-11）.
9. ↑  Sarle, Dmitri. . ArcticStartup. 2013-05-13  [2014-12-14]. （原始内容存档于2013年8月16日）.
10. ↑  Smith, Hannah. . 2013-08-06  [2014-12-14]. （原始内容存档于2014-11-25）.
11. ↑  Shute, Joe. . The Daily Telegraph.   [2013-08-06]. （原始内容存档于2013-08-06）.
12. ↑  Joshua Unsworth's parents call for ban on notorious website ask.fm （页面存档备份，存于） Lancashire Evening Post
13. ↑  . Sky News. 2013-08-06  [2014-12-14]. （原始内容存档于2013-08-06）.
14. ↑  Coyne, Ellen. . Guardian. 2014-12-14  [2013-08-09]. （原始内容存档于2014-10-13）.
15. 1 2  Chapman, Matthew. . Brand Republic. 2014-12-14  [2013-08-09]. （原始内容存档于2013-08-16）.

## 外部連結
- 官方网站